# Anders Cassel
Anders Fredrik Cassel, född 30 juni 1918 i Storkyrkoförsamlingen i Stockholm, död 25 december 2023, var en svensk skribent och fotograf. Han var bland annat ombudsman och informationschef för Sveriges Arbetsledareförbund (SALF).

## Biografi
Cassel föddes som son till Knut Fredrik Cassel och Milda Vilhelmina Pettersson. Under andra världskriget var han bland annat stationerad vid Skeppsholmen när Tyskland invaderade Norge år 1940. Han var universitetsstuderande vid den tiden.
Cassel gav ut en mängd böcker, varav många är facklitteratur, ofta av historiskt slag inom den bransch där han var verksam. År 2013 utgav han den 98-sidiga boken Minnen från min ungdoms Stockholm, som består av egna foton av huvudstaden mellan 1945 och början av 1970-talet. Han var medlem av Stockholms Fotoklubb och lärde sig Photoshop på 1990-talet. Han började fotografera som 20-åring år 1938.
Cassel intresserade sig för akvariefiskar på 1970-talet. Han specialiserade sig på gruppen killis och skrev den enda handboken på svenska som finns i ämnet. För sina insatser fick han utmärkelsen Akvariets Oscar.
Cassel fyllde 100 år den 30 juni 2018 och fick då det traditionella gratulationsbrev från Carl XVI Gustaf och Drottning Silvia, som skickas till alla svenskar som fyller hundra år. Så sent som 2019 publicerade han en bok vid namn Nyfikna på Afrika. Då han avled var han en av landets äldsta män.